# Solobsession
Albums de Bojan Z
Koreni
(1999) Transpacifik
(2003)
Solobsession est un album du pianiste de jazz franco-serbe Bojan Z édité en 2000 par Label Bleu. C'est le premier album du pianiste en solo, avant Soul Shelter (2012).

## À propos de l'album
L'album est enregistré pendant sa résidence au théâtre de Coutances.
L'album est principalement constitué de morceaux originaux. On y retrouve également des hommages à des musiciens qu'il apprécie, avec des morceaux d'Henri Texier (Don't Buy Ivory, Anymore, issu de l'album An Indian's Week (1993), sur lequel jouait Bojan Z), de Sonny Rollins et d'Ornette Coleman, ainsi qu'un traditionnel bulgare, Uci Me Majko, Karaj Me.
On retrouve une citation du Sacre du printemps sur le premier morceau, Fingering.

## Liste des pistes
| No  | Titre                    | Musique                           | Durée |
| --- | ------------------------ | --------------------------------- | ----- |
| 1.  | Fingering                | Bojan Z                           | 3:17  |
| 2.  | Who's BoB                | Bojan Z                           | 4:55  |
| 3.  | Multi Don Kulti          | Bojan Z                           | 5:30  |
| 4.  | Solobsession             | Bojan Z                           | 9:19  |
| 5.  | Don't Buy Ivory, Anymore | Henri Texier                      | 5:34  |
| 6.  | Tout Neuf                | Bojan Z                           | 4:59  |
| 7.  | Zulfikar-Pacha           | Bojan Z                           | 4:25  |
| 8.  | Valse Hot                | Sonny Rollins                     | 3:44  |
| 9.  | Mothers of the Veil      | Ornette Coleman                   | 4:43  |
| 10. | Uci Me Majko, Karaj Me   | Traditionnel, arrangé par Bojan Z | 8:46  |

## Personnel
- Bojan Z : piano